# Richard Finsterwalder

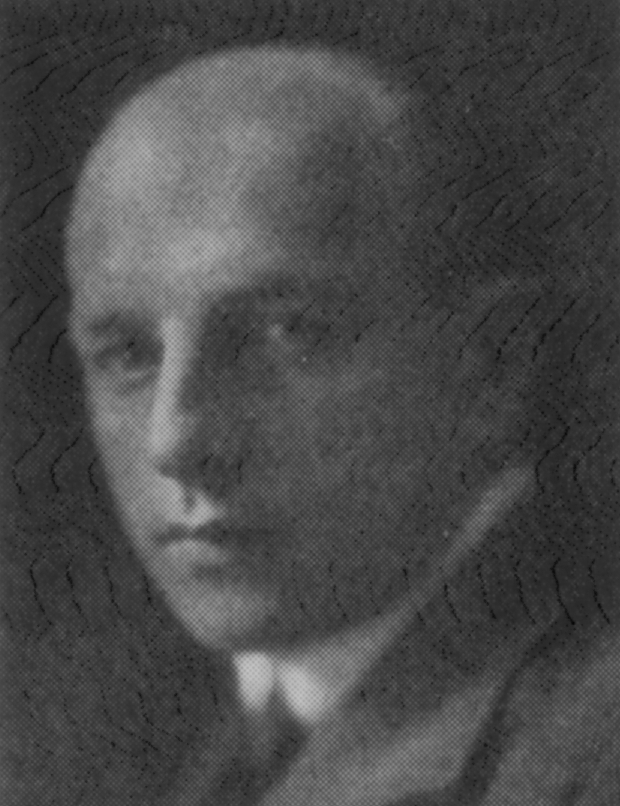
Richard Finsterwalder

Richard Finsterwalder (* 7. März 1899 in München; † 28. Oktober 1963 ebenda) war ein deutscher Geodät und Kartograf. Er wirkte als Hochschullehrer in Hannover und München und als Herausgeber zahlreicher Gebirgskarten. Seit 1928 war er verheiratet mit Maria Alzheimer, der Tochter von Cecilie und Alois Alzheimer. Aus der Ehe gingen drei Kinder hervor.

## Leben
Finsterwalder studierte Bauingenieurwesen und Vermessungswesen an der Technischen Hochschule München, wo sein Vater Sebastian Finsterwalder (1862–1951) als Geodät und Professor für Mathematik wirkte.
Nach dem Ingenieurdiplom 1922 fand er als Kartograf beim Deutschen und Österreichischen Alpenverein ein erstes berufliches Betätigungsfeld. Daneben erwarb er am 23. November 1923 den Titel Doktor der Ingenieurwissenschaften an der TH Karlsruhe mit einer Dissertation unter dem Namen „Die gnomonische Reziprokalprojektion und ihre praktische Anwendung bei der Vermessung der Loferer Steinberge“. 1928 war er Topograph und stellvertretender Leiter der von der Notgemeinschaft der Deutschen Wissenschaft finanzierten Deutsch-Sowjetischen Alai-Pamir-Expedition. 1930 erlangte er die Habilitation mit einer Arbeit „Grenzen und Möglichkeiten der terrestrischen Fotogrammetrie, besonders auf Forschungsreisen“. Er bekam 1930 einen Lehrauftrag als Oberassistent am Geodätischen Institut der Technischen Hochschule Hannover, wo er 1934 zum außerplanmäßigen Professor ernannt wurde.
1934 nahm er an der Deutschen Nanga-Parbat-Expedition 1934 im Himalaya teil. Diese Teilnahme war auch mitentscheidend dafür, dass er weiterhin an der Technischen Hochschule Hannover lehren konnte. Er wurde 1940 Extraordinarius für Fotogrammetrie und Vermessungswesen und erhielt anschließend dort 1942 den ordentlichen Lehrstuhl für Vermessungswesen. 
Finsterwalder galt in der NS-Zeit als „jüdisch versippt“, da seine Ehefrau als „Halbjüdin“ galt. Obwohl die Nanga-Parbat-Expedition im Desaster geendet war, wurde sie „von den Nationalsozialisten umgedeutet und genutzt … als Beweis für die ‚übermenschliche‘ Opferbereitschaft deutscher Bergsteiger, der Erreichung des nationalen Ziels der Erstbesteigung verbunden in Treue bis zum Tod.“ Daher wurde von Hitler persönlich entschieden, bei der Ernennung von Finsterwalder „eine Ausnahme zu machen“, so dass er – im Gegensatz zu vielen anderen mit einem ähnlichen familiären Hintergrund – Professor werden konnte.
1948 wurde er an die Technische Hochschule München als ordentlicher Professor für Fotogrammetrie, Topographie und Allgemeine Kartografie und als Direktor des gleichnamigen Instituts berufen. Im selben Jahr wurde er einer der Schriftführer der vom DVW herausgegebenen Zeitschrift für Vermessungswesen. Im Jahr 1949 gehörte er zu einer Gruppe von Wissenschaftlern, welche die Wiedergründung der Deutschen Gesellschaft für Photogrammetrie initiierten. 1950 war er maßgeblich an der Gründung der Deutschen Geodätischen Kommission (DGK) an der Bayerischen Akademie der Wissenschaften beteiligt. 1952 wurde er zum ordentlichen Mitglied der Akademie gewählt. Von 1957 bis 1960 war er Präsident der IUGG-Kommission „Snow and Ice“.
Richard Finsterwalder verstarb „plötzlich und unerwartet“, noch aktiv als ordentlicher Universitätsprofessor für Fotogrammetrie und Kartografie der Technischen Hochschule München.
Gemeinsam mit seinem Vater ist er Namensgeber für den antarktischen Finsterwalder-Gletscher.
Siehe auch: Alpenvereinskarte

## Veröffentlichungen (Auswahl)
- Die Forschungsarbeit am Nanga Parbat. In: Zeitschrift des deutschen und österreichischen Alpenvereins. Band 66. Stuttgart 1935, S. 14–17 (Digitalisat [abgerufen am 25. Januar 2023]).